# In a Flesh Aquarium
| Recensione   | Giudizio |
| ------------ | -------- |
| About.com    | [ 1 ]    |
| Sputnikmusic | [ 2 ]    |

In a Flesh Aquarium è il secondo album in studio del gruppo musicale canadese Unexpect, pubblicato il 22 agosto 2006 dalla The End Records.
Questo è il primo album in cui compare il batterista Landryx, entrato a far parte del gruppo nel 2004.
L'album è stato distribuito nuovamente in Europa nel 2007 dalla Ascendance Records, mentre la Plastic Head si è occupata dell'uscita sul mercato mondiale.

## Tracce
1. Chromatic Chimera – 5:52 (testo: SyriaK – musica: UnexpecT)
2. Feasting Fools – 6:17 (testo: SyriaK – musica: UnexpecT)
3. Desert Urbania – 7:30 (testo: SyriaK – musica: UnexpecT)
4. Summoning Scenes – 7:47 (testo: SyriaK – musica: UnexpecT)
5. Silence 011010701 – 5:14 (testo: SyriaK – musica: ExoD)
6. Megalomaniac Trees – 5:57 (testo: Artagoth – musica: UnexpecT)
7. The Shiver - Another Dissonant Chord – 3:00 (testo: ChaotH – musica: UnexpecT)
8. The Shiver - Meet Me at the Carrousel – 4:08 (testo: ChaotH – musica: UnexpecT)
9. The Shiver - A Clown's Mindtrap – 3:41 (testo: ChaotH – musica: UnexpecT)
10. Psychic Jugglers – 11:10 (testo: SyriaK – musica: UnexpecT)

## Formazione
- Leïlindel – voce
- SyriaK – voce, chitarra, pianoforte
- Artagoth – voce, chitarra
- ExoD – tastiera, pianoforte, sampling
- Le Bateleur – violino
- ChaotH – basso elettrico
- Landryx – batteria

### Altri
- Amélie Blanchette – clarinetto
- Nathalie Duchesne – violino, violoncello
- Stéphanie Colerette – violino, violoncello
- Benjamin Proulx-Mathers – sassofono